# The Umbrella They Could Not Lose
The Umbrella They Could Not Lose è un cortometraggio muto del 1912 diretto da Frank Wilson e interpretato da Violet Hopson.

## Trama
Come cercare di sbarazzarsi di un ombrello rotto.

## Produzione
Il film fu prodotto dalla Hepworth.

## Distribuzione
Distribuito dalla Hepworth, il film - un cortometraggio della lunghezza di 107 metri - uscì nelle sale cinematografiche britanniche nel gennaio 1912.